# 日光助真
日光助真（にっこうすけざね）は、鎌倉時代に作られたとされる日本刀（太刀）。日本の国宝に指定されており、栃木県日光市にある日光東照宮が所蔵する。

## 概要

### 福岡一文字派助真について
本作は鎌倉時代中期に活躍した福岡一文字派の刀工である助真によって作られた太刀である。福岡一文字派は備前国吉井川の東岸にある福岡を活動拠点として活動していた刀工一派であり、後に助真は鎌倉幕府に召されて鎌倉に下り、相州鍛冶開拓者の一人となったため鎌倉一文字と称呼される場合もある。この時代の一文字派の作刀は豪壮華麗なものが多いが、その中でも助真は最も華やかな大丁子乱を得意として、豪壮さにおいても屈指の刀工とされる。本作は同作中第一等の出来栄えであり、昭和時代を代表する刀剣学者である佐藤寒山は、著書『武将と刀剣』にて「絢爛目を奪うものがある。亅と賞賛している。

### 名前の由来
日光助真の名前の由来は、家康の愛刀として大切にされており、家康没後は日光東照宮に奉納されたことからこの名前が付いたものと考えられる。元々は初代肥後熊本藩主である加藤清正が所持していたものであり、1609年（慶長14年）に徳川家康の十男である徳川頼宣（当時駿府藩主、後に紀州藩主）が、清正の娘である八十姫（やそひめ）と婚約した際に、清正から家康へと献上されたものである。

### 日光東照宮伝来後
本作はその後も日光東照宮で蔵せられており、8代将軍徳川吉宗が本阿弥家に命じて編纂させた名刀の目録である『享保名物帳』にも本作について記載されている。1815年（文化11年）に発生した火災により多くの名刀が焼失したが、家康の愛刀であった備前長船勝光・ 宗光作の脇指、三郎国宗太刀と並んで本作も宝庫から無事に運び出されて助かった。数多くある家康の愛刀の中でも本作は特に重要視されており、日光東照宮の御神体同様に、終戦まで御内陣の奥深くに鎮座されていた。
1910年（明治42年）4月20日に古社寺保存法による旧国宝に指定されている。また、1951年（昭和26年）6月9日には文化財保護法に基づく新国宝に指定される。

## 作風

### 刀身
造込（つくりこみ）は鎬造（しのぎつくり、平地<ひらじ>と鎬地<しのぎじ>を区切る稜線が刀身にあるもの）であり、棟は庵棟（いおりむね、刀を背面から断面で見た際に屋根の形に見える棟）となっている。刃長（はちょう、切先と棟区の直線距離）は72.21センチメートル、反り（切先・棟区を結ぶ直線から棟に下ろした垂線の最長のもの）は2.88センチメートル、元幅（もとはば、刃から棟まで直線の長さ）は3.21センチメートルである。身幅が広く、磨上げながらも腰反りが高く、重ねもしっかりとしている。
切先（きっさき、刃の先端部分）は中切先が力強く、猪首切先（いくびきっさき、先幅は大きいが長さが短いこと）となって詰り、時代を物語る太刀姿となっている。
地鉄は板目（いため、板材の表面のような文様）肌やや流れごころに肌立ち、地沸（じにえ、平地の部分に鋼の粒子が銀砂をまいたように細かくきらきらと輝いて見えるもの）つき、乱れ映り（刀身に光をかざしてみたときに乱れの様にみえること）立つ。
刃文（はもん）は焼幅広く、大丁子乱（だいちょうじみだれ）に尖り刃など交じり、佩表は特に焼刃に大丁子乱の高低を見せ、足、葉頻りに入り匂深く（刃文を構成する線が太くて粒子がくっきりしていること）小沸つく。
表裏に棒樋をかき流し、茎（なかご、柄に収まる手に持つ部分）は磨上げ（すりあげ、銘が残る程度に茎を短く仕立て直すこと）て先浅い栗尻（くりじり、栗の様にカーブがかっていること）で、目釘孔は2つある。もと目釘孔の上、樋を掻流した下棟寄りにやや大振りの二字銘がある。

### 外装
本作には元々清正が所持していた頃には太刀拵が付属していたが、家康が打刀拵に作り直させたとされている。この打刀拵は黒塗鞘であり、柄（つか、日本刀の持ち手部分）は藍革（あいかわ ）で菱巻き、柄鮫は黒漆を塗っている。紺糸の下緒（さげお）がつけられている。
目貫（めぬき、柄にある目釘穴を隠すための装飾品）は赤銅容彫（しゃくどうかたぼり）の蛙子（かわずこ、オタマジャクシのこと）の三双である。鐔は鉄の丸形に、花菱文と猪目とを透かした簡単なものである。小柄（こつか、外装に付属する小刀）は赤銅波地に文銭を三つ高彫色絵にし、笄（こうがい、結髪道具）には赤銅魚子地に葵紋三双を高彫色絵にしている。これらはいずれも古い時代に後藤家によって造られた金物であり古香に富んでいる。
この拵は家康が非常に地味ながら、実用と趣味とを兼備した拵をつくらせたものであり、後世には「助真拵」と呼ばれ珍重されている。この「助真拵」は、好事家によって天正拵の手本として好まれており、大正以来は種々の模造も行なわれている。佐藤はこの拵を通じて家康の鑑識の高さを示すとともに人となりが偲ばれるとしており、『常山紀談』における「取り繕ひたる事もなく、又 美麗もなき刀、その志に叶ひたり」と云った秀吉の家康観と一致するものであると述べている。

### 用語解説
- 作風節のカッコ内解説および用語解説については、個別の出典が無い限り、刀剣春秋編集部『日本刀を嗜む』に準拠する。

1. ↑  「造込」は、刃の付け方や刀身の断面形状の違いなど形状の区分けのことを指す[7]。
2. ↑  「猪首切先」は、その特徴からイノシシの首の様に短い様から名付けられた[8]。猪首切先は鎌倉時代中期の太刀でよくみられる[8]。
3. ↑  「地鉄」は、別名で鍛えや地肌とも呼ばれており、刃の濃いグレーや薄いグレーが折り重なって見えてる文様のことである[9]。これらの文様は原料の鉄を折り返しては延ばすのを繰り返す鍛錬を経て、鍛着した面が線となって刀身表面に現れるものであり、1つの刀に様々な文様（肌）が現れる中で、最も強く出ている文様を指している[9]。
4. ↑  「刃文」は、赤く焼けた刀身を水で焼き入れを行った際に、急冷することであられる刃部分の白い模様である[10]。焼き入れ時に焼付土を刀身につけるが、地鉄部分と刃部分の焼付土の厚みが異なるので急冷時に温度差が生じることで鉄の組織が変化して発生する[10]。この焼付土の付け方によって刃文が変化するため、流派や刀工の特徴がよく表れる[10]。